# Sutejowie
Sutejowie, Sutu – konfederacja koczowniczych plemion, najprawdopodobniej pochodzenia amoryckiego, zamieszkująca obszar starożytnej Syrii i Palestyny, pomiędzy Mari a Qatną. 
Po raz pierwszy wymieniani są oni w pochodzących z XIX-XVIII w. p.n.e. egipskich Tekstach złorzeczących i w pochodzących z XVIII w. p.n.e. listach z archiwum w Mari. Istnieją też świadectwa, iż w okresie tym pewne ich grupy przeniknęły również do Babilonii. Sutejowie wspominani są często w listach z Amarna (połowa XIV w. p.n.e.), gdzie przedstawia się ich jako niebezpiecznych rabusiów, złodziei i morderców. W listach tych, jak i we wcześniejszych dokumentach babilońskich, nazwa Sutu używana była najprawdopodobniej w szerokim, ogólnym znaczeniu na określenie wszystkich grup nomadów napadających na osiadłą ludność. Pod koniec XIV w. p.n.e. Sutejowie wymieniani są wśród sojuszników państwa Kadmuhu (północno-wschodnia Mezopotamia), których podbić miał asyryjski król Arik-den-ili (1319-1308 p.n.e.).
Kilka wieków później Sutejowie wymieniani są wraz z Aramejczykami jako najeźdźcy, którym za panowania babilońskiego króla Adad-apla-iddiny (1069-1048 p.n.e.) udało się zdobyć i splądrować szereg miast w Babilonii, w tym Der, Nippur, Sippar i Dur-Kurigalzu. Wypady Sutejów i Aramejczyków na Babilonię trwać miały przez kolejne dwa stulecia, aż do panowania Nabu-apla-iddiny (ok. 888-855 p.n.e.), któremu udało się ich pokonać i wypędzić ze swego państwa.  